# Лидо ди Данте (Равена)
Лидо DI Данте је насеље у Италији у округу Равена, региону Емилија-Ромања.
Према процени из 2011. у насељу је живело 426 становника. Насеље се налази на надморској висини од -2 м.